# Adrien Ouvrier
Pour les articles homonymes, voir Ouvrier (homonymie).
Adrien Ouvrier est un artiste peintre français, né le 4 mars 1890 à Aigueblanche et mort le 17 août 1947 à Saint-Tropez. Étudiant à l'École nationale des Beaux-Arts de Paris, il est mobilisé en 1914, sur le front du nord et de l’est de la France, où il relate dans des « Carnets de route » la vie des champs de bataille.

## Enfance
Adrien Ouvrier nait dans une famille originaire du Languedoc alors qu'elle est installée à Aigueblanche. Après quelques années passées au milieu des montagnes savoyardes, Adrien, ses frères Louis et Joseph, et ses parents s'installent rue Traversière à Narbonne où son père travaille comme comptable dans un office notarial. C'est à ce moment-là qu'Adrien se passionne pour le dessin et envisage de vivre de son art. Soutenu par sa mère mais désapprouvé par son père, qui refuse de financer des études qui mènent, selon lui à une carrière trop aléatoire ; Adrien demande et obtient une bourse d'études de la ville de Narbonne. Il entame alors ses études artistiques aux Beaux Arts de Toulouse.
En 1912, il s'installe à Paris pour participer à l'atelier de peinture de Fernand Cormon et à l'atelier de gravure de Auguste Laguillermie à l’École nationale supérieure des beaux-arts. Laguillermie le présente au concours éliminatoires du prix de Rome de gravure en 1914.

## Le conflit de 14-18
Mobilisé depuis 1913 pour effectuer son service militaire à Narbonne, le déclenchement de la Première Guerre mondiale enverra Adrien au front et dans les tranchés jusqu’à la fin du conflit et sa démobilisation en août 1919.
Ces sept années militaires verront disparaitre la mère d’Adrien et son frère Louis mort au combat. C'est durant cette période qu'il dessine et décrie la vie des combattants de la Grande guerre dans quatre carnets de route et cinq carnets de croquis, rassemblés dans ses "Carnets de guerres 14-18". Blessé, hospitalisé et exposé au gaz moutarde, il est décoré de la Croix de guerre.

## L’après guerre
En 1919, il se présente au prix de Rome de gravure grâce à une permission spéciale obtenue alors qu'il est toujours mobilisé. Mais sa trop longue interruption des années de guerre ne lui permet pas d'obtenir le prix, il retourne donc à ses études parisiennes de l’École nationale des Beaux-Arts. Toujours assidu de l'atelier Cormon, il fréquente également l'Académie Colarossi. Il rencontre alors l'illustrateur Marius Valière (1890-1969) et le post-impressionniste Raoul Dastrac (1891-1969).
Il se marie le 11 juin 1923 avec la Narbonnaise Alice Gaubiac (1899-1962) et est nommé professeur de dessin d'art à Charolles en Saône-et-Loire. À partir de 1924, il obtient un poste de professeur au collège Ponsard de Vienne. Son appartement de la place de l'hôtel de ville de Vienne devient vite un atelier consacré à la peinture et la musique.

En 1927, il est nommé officier d'Académie.
Son activité professorale lui laisse suffisamment de temps libre pour planter son chevalet au milieu des paysages de Provence et de Corse.
Naissance d'un fils Christian en 1935.
C'est en vacances en Corse à Corte durant l'été 1939, qu’Adrien est de nouveau mobilisé pendant quelques mois. À son retour à Vienne, il participe à l’illustration de plusieurs ouvrages et revues locales.

Membre de la Société des artistes français en 1931, il participe au salon de Paris et est exposé dans des villes telles que Lyon, Toulouse, Montpellier, Berne.
Il participe à l'ouvrage Vienne en France qui retrace l'histoire de sa ville d'adoption. De nombreuses illustrations hors texte enrichissent le volume paru en 1945.
Adrien Ouvrier meurt le 17 août 1947 d'un infarctus alors qu'il transcrivait les couleurs lumineuses de Saint-Tropez sur la toile.

## Distinctions
- Officier d'académie
- Croix de guerre 1914–1918

## Œuvres
- Carnet de guerre 14-18, Musée de Vienne, 1914-1918
- Narbonne - Les quais, Musée de Narbonne
- Étang de Maguelone, Musée de Narbonne, 1930